# Luciana Cavalcanti de Azevedo
Luciana Cavalcanti de Azevedo é uma engenheira química brasileira, que foi vencedora do Prêmio Kurt Politzer de Tecnologia 2016, na categoria Pesquisa. Professora titular do Instituto Federal do Sertão Pernambucano.

## Carreira
Luciana Cavalcanti de Azevedo é formada em Engenharia Química (1994), tem especialização em Análise Instrumental Avançada, mestrado em Ciência e Tecnologia de Alimentos (1999) e doutorado em Química (2007). Fez Pós-doutorado no Instituto de Pesquisa Energética e Nuclear (IPEN).
Atuou com Denise Fungaro (IPEN) e Suzimara Rovani (IPEN) na pesquisa “Produção de sílica e nanosílica a partir de cinzas de biomassa de cana de Açúcar: Grande Potencial de Comercialização”, que recebeu o Prêmio Kurt Politzer de Tecnologia 2016. Por meio de uma parceria entre o Instituto Federal Sertão-PE e a Cosan, com financiamento CAPES, elas pesquisaram o aproveitamento de resíduo da indústria sucroalcooleira para a produção de sílica e nanosílica.
| “                               | Atualmente ainda não há um destino certo para o resíduo industrial da indústria de açúcar e álcool. Com o uso das cinzas em produtos mais nobres para a indústria química serão retiradas toneladas deste material tóxico da natureza. | ” |
| — Luciana Cavalcanti de Azevedo | |   |

## Atuação
- 2018-2020 - Pró-reitora de Pesquisa, Inovação e Pós-graduação[3]
- Professora titular do Instituto Federal de Educação, Ciência e Tecnologia do Sertão Pernambucano[3]
- 2006-atual - Comissão de Revitalização do Caboclo (CRC)[3]

## Livros
- 2021 - Inglês arretado: Uma abordagem comunicativa intercultural para o ensino da língua inglesa na educação profissional como travessia para a formação humana integral, com COSTA NETO, P. A. ISBN: 9786500378900[3]
- 2020 - Um olhar sobre estratégias metodológicas para o ensino de alunos surdos no IF Sertão-PE, XAVIER, N. S. ISBN: 9786500030495[3]
- 2019 - Caderno de Pesquisa, Ciência e Inovação, com vários outros autores. ISBN: 9788560307487[3]
- 2018 - Trilhas da Pesquisa. ISBN: 9788564794092[3]

## Prêmio
- 2016 - Prêmio Kurt Politzer de Tecnologia, na categoria Pesquisa[1]